# Gironella al segle XIX

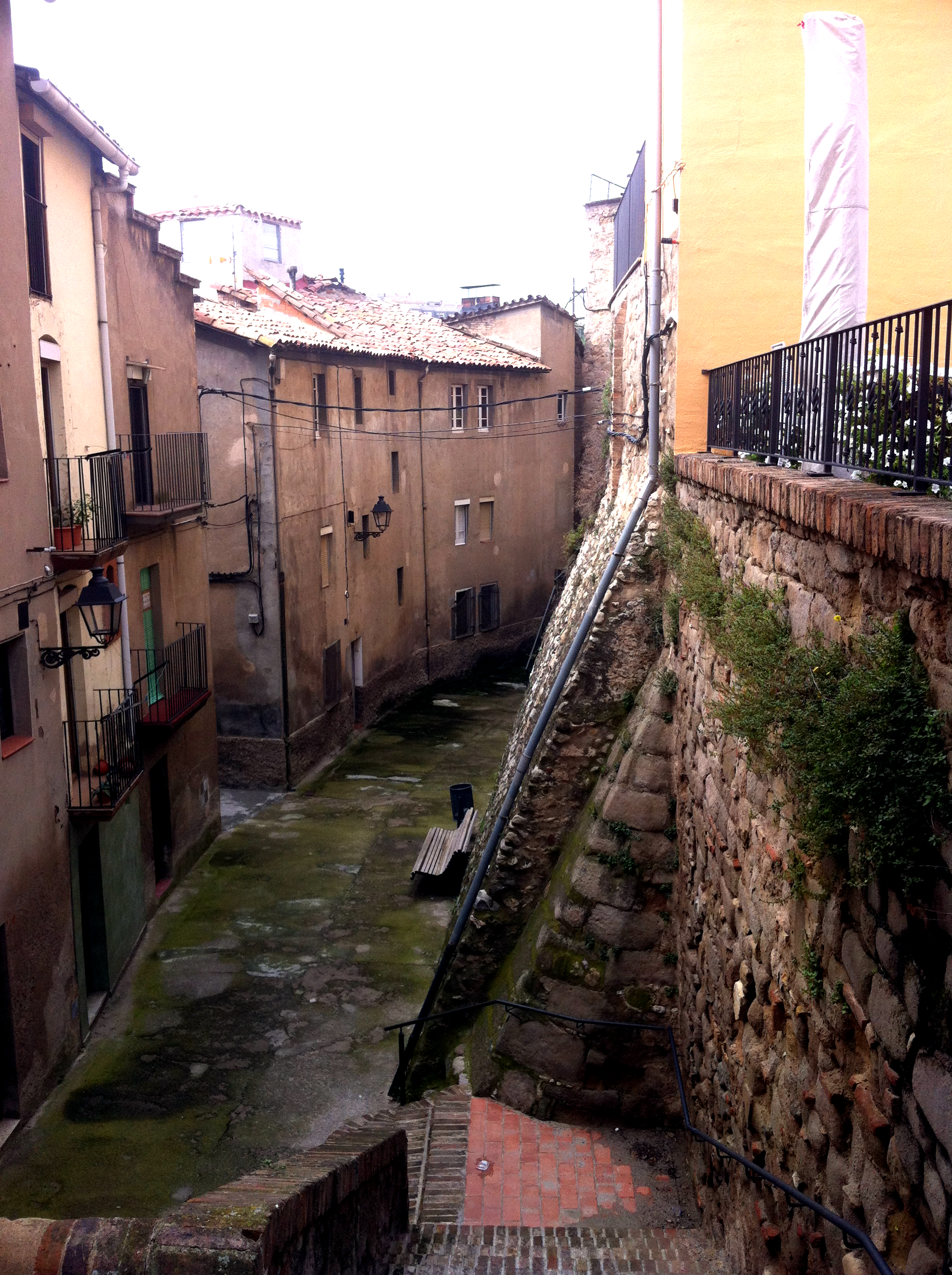
Muralla del castell de Gironella

Durant el segle xix Gironella va experimentar un important creixement demogràfic. Passà dels 331 habitants el 1717 als 2.953 el 1900. Això es degué sobretot a la construcció de les indústries tèxtils a la riba del Llobregat a l'últim quart de segle.
Un dels episodis convulsos que va patir la vila fou que el comte d'Espanya la va cremar durant la Primera Guerra Carlina.

## Gironella segons elDiccionario Geográficode Madoz (1842)[1]

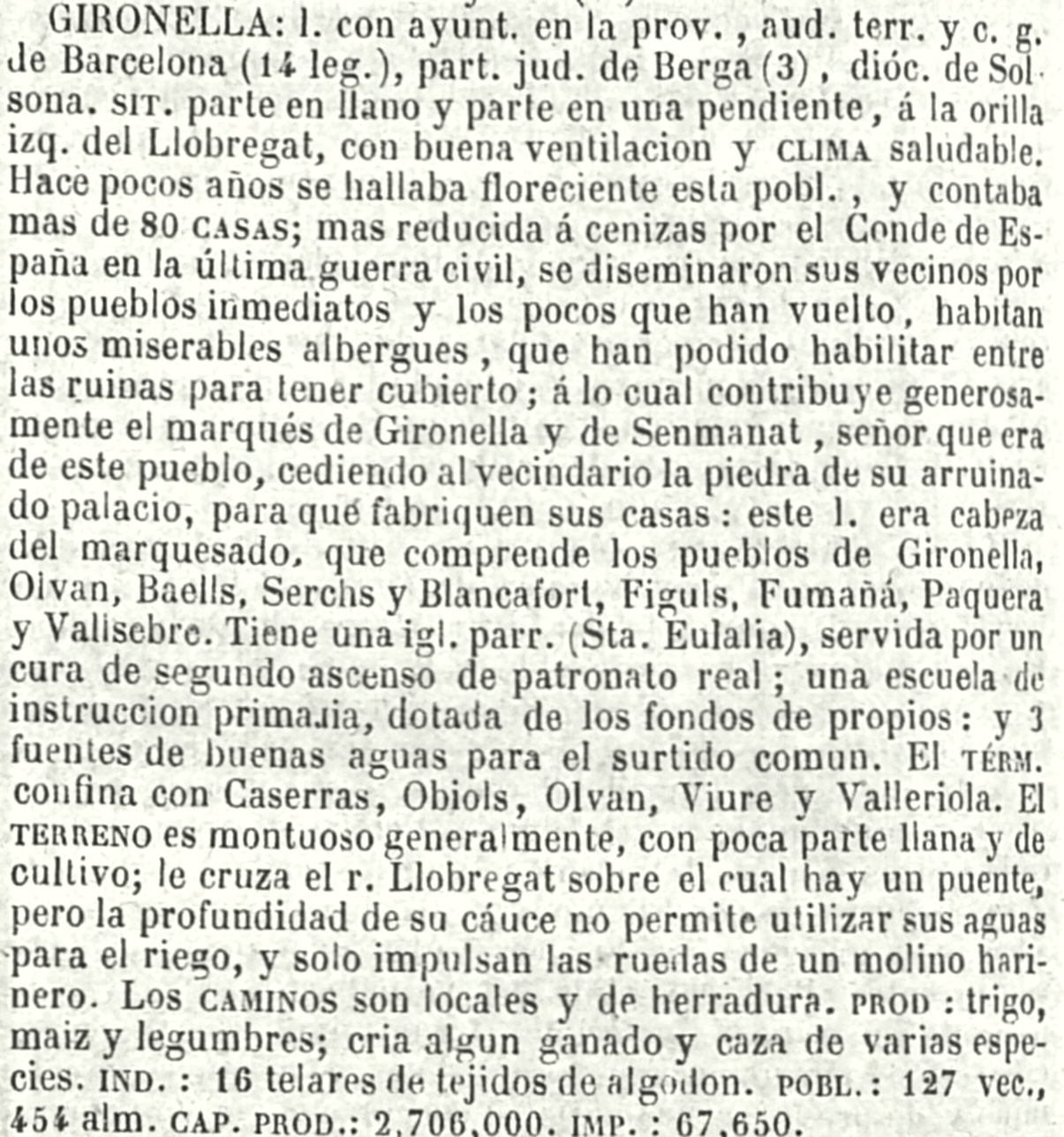
Gironella al Diccionario Geográfico de Pascual Madoz. Document de 1842

Segons Pascual Madoz Ibáñez en el seu Diccionario Geográfico (1847), Gironella tenia 127 veïns (vec.) i 454 ànimes (alm.), ja que la vila havia estat cremada pel comte d'Espanya durant la Primera Guerra Carlina.
Gironella a mitjan segle ja tenia ajuntament i depenia del partit judicial de Berga i del bisbat de Solsona. Madoz ens afirma que gaudia d'un clima saludable i una bona ventilació i que feia pocs anys era una vila pròspera. Gironella era el cap del marquesat de Gironella, que també comprenia els pobles de Fígols, Baells, Cercs (i Blancafort), Olvan, Fumanya, Peguera i Vallcebre.
El terme municipal delimita amb els termes de Casserres, Olvan, Obiols, Biure i Valldoriola.

### Geografia i hidrografia
El seu terreny és muntanyenc i té poques zones planes aptes per al cultiu.
El terme és travessat pel riu Llobregat, sobre el qual hi ha un pont. El cabal del riu no és suficient per al reg i només és aprofitat per un molí.

### Història
L'incendi que havia provocat el comte d'Espanya havia afectat la meitat de les cases del poble i la gent s'havia disseminat pels pobles dels voltants. El marquès de Gironella i de Sentmenat va ajudar a la reconstrucció de la vila ("Hace pocos años se hallaba floreciente esta pobl., y contaba mas de 80 casas; mas reducida á cenizas por el Conde de España en la última guerra civil, (...) á lo cual contribuye generosamente el marqués de Gironella y de Sentmenat.") cedint pedra del seu castell enrunat per a construir les cases noves.
El 1900 es produí en favor de Carles de Borbó i Àustria-Este el fracassat Alçament de Badalona, Gironella i altres viles catalanes i del País Valencià liderat per Salvador Soliva

### Economia
Segons Madoz produïa un capital de 2.700.000 i en pagava 67.650 d'impostos.

#### Sector primari
Produeix blat, blat de moro i cereals. Té ramaderia i zona de caça.

#### Indústria
Té 16 telers de cotó.

### Equipaments i habitatge
Gironella tenia més de 80 cases abans de la Tercera Guerra Carlina.
Té una església parroquial (Santa Eulàlia de Gironella), que està servida per un mossèn de segon ascens de patronat reial.
Hi ha una escola de primària pagada per fons propis.
Té fonts amb aigua bona perquè en gaudeixi la població.

#### Infraestructures viàries
Té camins locals i de ferradura.